# Myosorex cafer
Myosorex cafer es una especie de musaraña de la familia soricidae.

## Distribución geográfica
Se encuentra en Mozambique, Sudáfrica, Suazilandia y Zimbabue.

## Hábitat
Su hábitat natural son: montañas  húmedas subtropicales o tropicales.

## Estado de conservación
Se encuentra amenazada de extinción por la pérdida de su hábitat natural.